# Republika Nizozemska
Republika sedmih združenih provinc (nizozemsko: Republiek der Zeven Verenigde Provinciën) ali Združene Nizozemske (Verenigde Nederlanden) ali na kratko Republika Nizozemska je zveza formalno suverenih provinc, ki niso hotele imeti nad seboj oblasti monarha in so svoje možnosti videle v svobodnem razvoju trgovine, pomorstva, podjetništva in kmetijstva. Zveza je obstajala v obdobju 1581 - 1795, meje njenega ozemlja so se s časom spreminjale in se v končni obliki približno pokrivale z današnjo Nizozemsko.
Priznanje samostojnosti je Republika dosegla po osemdesetletni vojni (1568 - 1648) za osamosvojitev izpod španske nadoblasti. V tem času je razvila najmočnejšo mornarico in pridobila kolonije na Daljnem vzhodu in južni Ameriki. V 17. stoletju je bila ena najmočnejših gospodarskih in političnih sil v Evropi (zlata doba Nizozemske).

## Zgodovina do priznanja obstoja Republike v letu 1609

### Uvodna dogajanja (do 1567)
Cesar Karel V. je 17 nizozemskih dežel (grofij, vojvodin, gospodstev) leta 1549 s pragmatično sankcijo proglasil za dedno enoto znotraj Svetega rimskega cesarstva. Imele so dokaj samostojno upravljanje in zlasti južnejše so bile že iz burgundskih časov gospodarsko dobro razvite. Prebivalstvo je bilo naklonjeno idejam protestantizma, ki so od dvajsetih let 16. stoletja v različnih oblikah prihajale iz Evrope.
Karel V. (rojen v Delftu se je čutil Nizozemca) je habsburško oblast uveljavljal na način, ki so ga Nizozemci dobro razumeli: priznaval jim je privilegije in pravice do trgovanja v zameno za priznanje suverenosti in davke. Ko je 1555 prevzel vladanje na Nizozemskem njegov sin Filip II., je začel vpeljevati špansko nadoblast veliko bolj nasilno. V upravo provinc je vključeval svoje ljudi in jih spravljal vse bolj v odvisnost od Madrida. Istočasno je s pristankom papeža povečeval število škofij (od 6 na 19) in nastavljal svoje škofe. Spremembe so prizadevale vse sloje prebivalstva. Plemiči so izgubljali tradicionalne privilegije in pravico do upravljanja dežele, trgovce in obrtnike so prizadevale omejitve v poslovanju in visoki davki; revnejši sloji, ki so slabe življenjske pogoje povezovali s katolištvom in bežali v protestantizem, so bili vse bolj preganjani. Ta eksplozivna mešanica socialnih stisk, verskih nestrpnosti, ekonomskih pritiskov in političnih nasprotij je pripeljala do ikonoklastičnih izgredov, onečaščanja in uničevanja katoliških cerkva, najprej v revnih četrtih valonskih tekstilnih delavcev. Ko so nemiri avgusta 1566 ponovno izbruhnili v velikem obsegu po vsej deželi, so se protestantski plemiči (zlasti nižji so gibanje prvotno podpirali) ustrašili obsežnosti izgredov in so divjanje pomagali zatreti. Oblast je zavzela protestantsko središče Valenciennes, kar je imelo za posledico emigracijo protestantov v Anglijo, vzhodno Frizijo in nemški Palatinat, kjer so ustanovili svoje skupnosti in od zunaj podpirali protestantsko gibanje v domovini, ki je tlelo še naprej.
1567 je Filip II. poslal na Nizozemsko vojvodo Albo, ki je deloval hitro in brez občutka. Preganjal je vse po vrsti. Tako je njegovo hitro posebno sodišče, ki je kmalu dobilo ime krvavi svet, obsodilo na smrt več kot 1000 ljudi, med njimi tudi grofa Egmonta in Hoorna sicer kraljeva pristaša, ki pa sta bila po Albovo preveč popustljiva do protestantov. Junija 1568 sta bila v Bruslju javno obglavljena. Drugim, ki so se umaknili v tujino, so zaplenili imetje. Med njimi je bil najimenitnejši Viljem I. Oranski, nekoč Filipov namestnik na Nizozemskem. Njegovega trinajstletnega prvega sina Filipa Viljema so odpeljali v Španijo in ga vzgojili v katoliškem duhu. Kakih 60.000 ljudi je tedaj zapustilo deželo.

### Začetek upora (1568 - 1580)
V tujini so se emigranti pripravljali na povratek z vojsko. Prva kratkotrajno uspešna bitka najete vojske 23. maja 1568 pri Heiligerlee velja za začetek osemdesetletne vojne za osamosvojitev od Španije. A upornikom je tedaj zmanjkalo denarja za bojevanje.
Prve uspešne osvojitve ozemlja so v letu 1572 izpeljali z morja v ustjih rek Ems in Šelda in iz sosednje Nemčije, tudi s pomočjo francoskih hugenotov. Po mestih so jim pomagali pristaši in kmalu je bila zavzeta večina ozemlja na področju Holandije in Zelandije, razen Amsterdama, ki se ni pridružil uporu, in Middelburga, kjer se je španska posadka krčevito upirala. V juliju 1572 so uporniki, prvič brez pooblastila kralja, v Dordrechtu sklicali skupščino, kjer so poudarili, da se ne upirajo kralju, pač pa njegovi nasilni oblasti, in izvolili za stadhouder-ja (pozicija kraljevega namestnika) v Holandiji in Zelandiji Viljema I. Oranskega.
24 avgusta 1572 se je v Parizu dogodila šentjernejska noč in Francija je nehala podpirati nizozemski upor. Alba je v protiofenzivi začel osvajati mesto za mestom. Kruto se je maščeval. Masakrirati je dal cela mesta. Mnoga druga so se potem od strahu vdala. Ustavil ga je šele odpor provinc severno od Rena, kjer ležijo polja pod nivojem morske gladine, kar je branilcem omogočilo, da so ozemlja okrog mest poplavili in s tem pregnali oblegovalce.
Jeseni 1575 so genovski bankirji prezadolženemu Filipu II., ki se je v Sredozemlju zapletel še v vojno s Turki, odrekli nove kredite in osvajanja na Nizozemskem so se končala. Neplačani španski najemniki so v novembru 1576 divjali po Antwerpnu, kar je južne province strnilo v prepričanju, da se pridružijo Holandiji in Zelandiji in skupaj izženejo Špance. Nekaj dni kasneje so po burnih razpravah podpisali tako imenovano gentsko pacifikacijo, s katero so ustanovili skupno skupščino v Bruslju. Pripravljeni so bili sprejeti novega kraljevega namestnika Don Juana Avstrijskega, če odstrani špansko vojsko, sprejme določila gentske pacifikacije in se strinja, da bo oblast delil s skupščino. Don Juan, trenutno popolnoma brez denarja, ni mogel drugega, kot pristati in je podpisal tako imenovani večni edikt. Viljem Oranski je v septembru 1577 zmagoslavno prenesel svojo rezidenco v Bruselj, kasneje v Antwerpen, kjer je ostal do leta 1583.
Koncem leta 1577 je Filip II. spet uspel urediti državne finance in iz Italije poslal novo vojsko, ki ji je poveljeval Alessandro Farnese, vojvoda Parmski. Ponovna španska nevarnost je spet dodobra razburkala javnost južnih provinc. Radikalni kalvinisti so se polastili oblasti v Gentu in okolici, napadi kalvinistov na katolike v Antwerpnu so izzvali nasilje katolikov nad kalvinisti v Mechelnu in tako naprej. Nazadnje je prevladalo previdnejše stališče. Južne province so se januarja 1579 združile v arraško zvezo, izrazile lojalnost španskemu kralju, potrdile stare plemiške in deželne privilegije in priznale katoliško vero kot edino. V odgovor so se še isti mesec severne province povezale v utrechtsko zvezo in kot edino vero priznale kalvinizem. Viljem Oranski se je iz Bruslja še vedno prizadeval za enotno Nizozemsko in toleranco med verama, a ko so k arraški uniji pristopile tudi dotlej uporu privržene valonske province z namenom, da bi se pomirile s Španijo, je 3. maja 1579 tudi on podpisal utrechtsko zvezo. V maju so se Holandiji, Zelandiji in Utrechtu v zvezi pridružila še mesta Antwerpen, Breda, 's-Hertogensbosch in nekaj manjših mest. S tem so propadla prizadevanja za enotno Nizozemsko.

### Ločitev od španske krone in iskanje novega pokrovitelja (1581 - 1587)
Medtem ko so španske čete nadaljevale z osvajanjem mest, je Viljem Oranski našel zaveznika v bratu francoskega kralja. Da bi mu omogočila pokroviteljstvo, se je skupščina v Antwerpnu julija 1581 z aktom odpovedi (Plakkaat van Verlatinghe) odrekla Filipu II. in na njegovo mesto je s prisego stopil vojvoda Anžujski (Hercule François), ki je s seboj pripeljal francoske čete. Anžujski med uporniki ni imel avtoritete, kakršno si je predstavljal, da mu pripada. S pučem je hotel prevzeti popolno oblast, a v Anwerpnu so meščani prijeli za orožje in pobili stotine Francozov. S tem se je poskus navezave na Francijo izjalovil.
V juliju 1583 je Viljem Oranski prenesel svojo rezidenco v Delft. Bil je še vedno vodja upora, a Holandija si je med njegovim bivanjem v Antwerpnu ustvarila zametek prave vlade. Ko je  fanatični katolik julija 1584 na ulici Delfta umoril Viljema, je vlada takoj začela delovati samostojno. Holandija je bila tedaj edini center moči upornikov.
Avgusta 1585 je angleška kraljica Elizabeta I. po začetnem oklevanju sprejela pokroviteljstvo nad Zvezo. V Nonsuchu so sklenili pogodbo, po kateri je Anglija poslala v Holandijo vojsko, Robert Dudley, lord Leicesterski, pa je bil imenovan za kraljičinega namestnika v Zvezi. Največja avtoriteta na holandski strani je bil tedaj Johan van Oldenbarnevelt, ki sicer ni imel visokega formalnega položaja, bil je raadspensionaris, najpomembnejši uradnik in govornik v paralmentu, ki si je ustvaril ugled kot sodelavec Viljema Oranskega. Že pred prihodom Dudleya je postavil Mavricija, grofa Nassauskega, sedemnajstletnega drugega sina Viljema Oranskega, za stadhouderja Holandije in Zelandije in poveljnika vojske.  Dudleyeve upravne spremembe so povzročale nove notranje napetosti in spravile Zvezo v nestabilnost. V dogajanja se je začela vmešavati angleška cerkev, slabo plačana angleška vojska se je neprimerno vedla. Dudley je skušal izvesti puč, zapreti Mavricija in doseči več oblasti, a mu to ni uspelo in se je moral vrniti v Anglijo. 

### Konsolidacija Republike, razširitev in utrditev njenih meja (1588 - 1606)
Od Dudleyevega odhoda je zveza provinc delovala brez kraljevega namestnika, kot republika. Tega niso obešali na veliki zvon, institucije so le delovale naprej, kot v praksi že prej (zato zgodovina postavlja začetek Republike v čas ločitve od španske krone).
Leta 1588 je napetost med Anglijo in Španijo naraščala in angleška kraljica je potrebovala pomoč močne holandske mornarice. Ukazala je poveljnikom angleške vojske v Holandiji, naj sodelujejo z Mavricijem kot vrhovnim poveljnikom. Mavricij je v oktobru 1589 postal stadhouder še v provincah Gelderland, Utrecht in Overijssel in s tem dobil neposredni nadzor nad mejnimi utrdbami na vzhodu. Republiko je upravljala zvezna oblast v Haagu, v kateri sta imela glavno besedo Holandija in Oldenbarnevelt. Napetosti v državi so bile nevtralizirane. Ustvarjeni so bili pogoji za uspehe, ki so sledili.
Ozemlje Republike je bilo leta 1590 zelo omejeno. Groningen  in Overijssel je zasedala Španija. Na vzhodu je meja potekala po reki IJssel, s tem da so bile trdnjave na reki španske. Na jugu je bila meja na Renu in Waalu. A notranje se je vojska utrdila, ekonomsko in organizacijsko. Republiki je šla zelo na roko odločitev Filipa II., da bo podprl katoliško stran v francoski državljanski vojni in večino španske flandrijske vojske prestavil na francosko mejo. To je omogočilo Mavriciju, da je leta 1590 zavzel Bredo in naslednje leto trdnjave na reki IJssel vse do Nijmegena, tako da je odslej lahko nadzoroval ladijski promet na rekah Ren, Waal in IJssel, kar je spet odprlo trgovino z Nemčijo in omogočalo premike enot ob meji. Izumil je nove taktike obleganja mest (podstavke za topove, da so se držali vrh močvirja, kopanje jarkov, spodkopavanje obzidij, miniranje), ki so skrajšali prej izredno dolgotrajna obleganja trdnjav. Do leta 1594 je zasedel Frizijo in Overijssel, ki ga je priključil Republiki kot 7. zvezno deželo (provinco).
Drugo veliko ofenzivo je začel Mavricij leta 1597. Najprej je zavzel glavno mostišče preko Rena Rheinberg, s tem odrezal od zaledja vse španske trdnjave severno od njega, jih postopoma zavzel in Republiko na vzhodu razširil do reke Ems. Tedaj je že imel tehnično najbolj profesionalno in po množičnosti drugo najmočnejšo vojsko v Evropi. Zelo se je povečala moč mornarice, ki je zaprla ustji rek Ems in Šelda in blokirala flandrijska pristanišča.
Potem pa se je v odnosih med Mavricijem in Oldenbarneveltom pojavilo prvo nesoglasje. Da bi pred javnostjo lahko opravičil velike izdatke za vojsko, je Oldenbarnevelt od Mavricija zahteval zavzetje Dunkirka, od koder so od Špancev najeti gusarji napadali holandske ribiške ladje. Pohod nad oddaljeno mesto, s katerim se Mavricij ni strinjal, se ni posrečil. Vojsko je na poti presenetil novi upravitelj španske Nizozemske vojvoda Albert. Mavricij je bil prisiljen spopasti se na odprtem pri Nieuwpoortu (1600) z veliko večjo vojsko. Ves dan se je z vojsko urejeno umikal, zvečer, ko je sovražnik dobil sonce v oči, pa je napadel in ga porazil. S taktiko je rešil vojsko, a zmaga je bila nekoristna, ker so se zaradi oddaljenosti od doma morali umakniti. Razočaranje javnosti je bilo še večje, ko so španske ladje čez poletje v Severnem morju uničile 36 ladij (preko 10%) nizozemske ribiške flote.
V naslednjih letih je še prihajalo do zavzetij in padcev trdnjav, a prevladovala je pat pozicija. Neprestano bojevanje je izčrpavalo obe strani in začeli sta se pogajati o miru. Meja iz leta 1606 je ostala zamrznjena do leta 1621.
Med tem je bila leta 1602 ustanovljena Nizozemska vzhodnoindijska družba, ki je skrbela za kolonialne interese Republike v Aziji in odločilno prispevala k rasti njene gospodarske moči.

### Pogajanja in sklenitev premirja (1606 - 1609)
Po začetnih diplomatskih zapletih in potem ko je nizozemski admiral Jacob van Heernskerk  aprila 1607 uničil špansko mornarico, zasidrano v Gibraltarju, trajni mir ni bil več mogoč. Ker pa je bil pritisk vojne na obe strani prehud, so Španci 9. aprila 1609 v Antwerpnu podpisali dvanajstletno premirje z Republiko "kot da bi bila suverena država" (in jo s tem posredno priznali), v katerem je Oldenbarnevelt obljubil, da bo zadržal načrtovano ustanovitev Nizozemske zahodnoindijske družbe in ustavil nadaljnje širjenje kolonij v vzhodni Indiji. Na nizozemski strani so miru ugovarjali Amsterdam, zaradi popuščanja pri kolonijah, Zelandija, ker se je zavedala, da se bodo z ukinitvijo embarga končali njeni veliki zaslužki iz tihotapske trgovine s Flandrijo, in Mavricij, ki je svojo avtoriteto gradil na permanentnem vojskovanju. Mavricijevi politiki je prišel v tem trenutku kot naročen razkol v reformirani državni cerkvi.

## Verska politika in razkol v reformirani cerkvi
Voditelji upora so na začetku skušali zagotoviti sožitje med verami. Skupščina Holandije je na zasedanju v Dordrechtu julija 1572 zagotavljala prebivalcem "svobodo religije" in obljubljala, "da noben vernik reformirane in rimske veroizpovedi ne bo oviran pri svobodnem bogoslužju". Vijem Oranski si je zelo dolgo prizadeval, da bi uveljavil tolerantnost, saj se je zavedal, da bo lahko ohranil združenih vseh 17 nizozemskih provinc le, če bo omogočil protestantskim (pretežno na severu) in katoliškim vernikom (pretežno na jugu), da neovirano opravljajo svoje bogoslužje. A preprosti ljudje so katolicizem enačili s španskim terorjem. Po mestih je prihajalo do spontanih napadov na katoliško duhovščino, ropanja cerkva, ikonoklazma, ukinjanja katoliškega bogoslužja. Že v dveh tednih po tem, ko je npr. Leiden prišel na stran upornikov, so izgnali iz mesta nekaj sto duhovnikov in ukinili katoliške obrede. Enako v drugih mestih, Dordrechtu, Rotterdamu, Goudi, Delftu. V Delftu je Viljem Oranski v decembru 1572 ponovno vpeljal katoliško mašo v eni glavnih mestnih cerkva, a je že v februarju in marcu 1573 prišlo do novih verskih nemirov in knez je bil prisiljen sprijazniti se s popolno odpravo katoliškega bogoslužja. Pozno leta 1573 so poskusi Oranskega, da bi uveljavil sprejemanje javnega bogoslužja v obeh verah, končno propadli. Kar je bil prvotno spontan napad na katoliške slike in duhovnike, se je v nekaj mesecih v Holandiji in Zelandiji razvilo v organizirano splošno ukinitev katoliške vere in nova oblast je zasegla cerkveno imetje.
V naslednjih letih se ni v tem pogledu nič spremenilo. Ko so v maju 1578 vojska in ljudstvo v Amsterdamu vrgli stari, prokatoliški mestni svet, je prevrat spontano vodil v izgon katoliških duhovnikov, zaseg cerkvenega imetja in ukinitev katoliškega bogoslužja.
Vendar so skupnosti reformirane cerkve rasle zelo počasi. V poznih sedemdesetih je bilo v močnih reformatorskih centrih kot Delft, Dordrecht, Leiden, Enkhuizen največ kakih 10% vernikov. Imeli so le po enega, dva duhovnika. Cerkve so bile odvečne, pozornost vzbujajoče. Niti stara niti nova cerkev nista pritegovali ljudi.
Osnovne institucije v organizaciji cerkve so bili cerkveni sveti (kerkeraden), ki so urejali cerkvene zadeve znotraj skupnosti, skrbeli za bogoslužje in dobrodelne dejavnosti. Zvezo med njimi so predstavljala regionalna združenja, nad njimi pa so bile sinode. Reformirana cerkev, kot javna in edina, je bila državna cerkev. Vendar ni imela nobenega vpliva na posvetno oblast, v organih posvetnih oblasti ni imela svojih predstavnikov, čeprav je to želela.
Od vsega začetka se je čutila napetost med javno cerkvijo in mestnimi upravami, posebno v Holandiji in Zelandiji. Regenti (člani vladajočih institucij v provincah in mestih), večinoma zmerni, le nazivno kalvinisti, so se dobro spominjali razmer iz časov Španije in so stremeli k nedogmatični cerkvi. Želeli so eno, enotno cerkev, ki bi skrbela za moralne vrednote, kateri pa posamezniki ne bi bili preveč podrejeni. Cerkvi niso želeli dopustiti vpliva na posvetno oblast, vzgojo, vpliva na neverujoče in pripadnike drugih veroizpovedi. Niso si želeli, da bi zapletena nasprotja, vedno prisotna v decentraliziranem upravljanju, obremenjevali še z verskimi dogmatičnimi razpravami, skratka niso si želeli novih verskih konfliktov. Tako je tudi imenovanje in odpuščanje duhovnikov ostalo v pristojnosti mestnih oblasti.
Prav to pa se je  zgodilo v času sklepanja miru s Španijo, ko je bila razprava o političnih dilemah na vrhuncu. V razpravo se je vključil tudi profesor na leidenski univerzi, strogi kalvinist Franciscus Gomarus (1563 - 1641) s stališčem, da je za državo primernejša oligarhična oblast na temelju strogega kalvinizma, ki bi moral soodločati pri izboru posvetnih voditeljev družbe. Temu se je postavil po robu njegov kolega na univerzi Jacobus Arminius (1560 - 1609), ki se je zavzemal za toleranco med ideologijami in za nevmešavanje cerkve v politiko. V dogmatskem pogledu je bilo v središču vprašanje predestinacije, kjer so arminijanci, v nasprotju z gomaristi, zavračali popolno predestinacijo.
Debate, ki so se začele in vlekle v akademskih krogih, so se kmalu razširile na vse province in tudi sosednje nemške dežele, Republiko pa zapletle v notranje oborožene spopade, ki so leta 1618 pripeljali do padca Oldenbarneveltovega režima.
Za časa Mavricijevega naslednika Friderika Henrika se je versko vzdušje v Republiki spet umirilo. Katoličani in zmerni kalvinisti so se začeli vračati. Koncem 17. stoletja je bilo v Republiki približno tretjina prebivalcev reformirane vere, tretjina katoličanov in tretjina drugih manjšin (luteranci, anabaptisti, menoniti, judje) in neverujočih. Javno bogoslužje katoličanom in manjšinam še vedno ni bilo dovoljeno, a nihče jih ni preganjal zaradi osebne vere in bogoslužja v manjših skupinah.
Verski spori so se v Republiki vedno nanašali na javno bogoslužje. Osebne veroizpovedi oblasti nikdar niso preganjale, kar je bila velika razlika v primerjavi s Španijo in nekaterimi drugimi državami. Ta prednost je v Republiko privabila veliko izobraženih, aktivnih, cehovskih ljudi, ki so odločilno pripomogli k njenemu razvoju v eno od treh gospodarsko in politično najmočnejših držav 17. stoletja.

## Gospodarstvo
Vojaška moč Republike je slonela na razvitem gospodarstvu Holandije, ki je tudi v vojni uspelo obdržati trgovino z večjim delom Evrope. Ponovno se je začelo hitreje razvijati v devetdesetih letih 16. stoletja, ki jih že lahko štejemo v začetek zlate dobe Nizozemske. Z zavzetjem utrdb na mejnih rekah je Mavricij spet odprl trgovske poti in v zmagovitem vzdušju sta se razcveteli trgovina in gospodarstvo.
H gospodarskemu uspehu Republike je veliko pripomogla njena geografska lega med morjem in celino. Povezanost z morjem je od nekdaj urila izvrstne pomorščake, njihove ladje (fluyt), so bile prostorne in okretne, z malo posadke. Holandski ribiči so stoletja ribarili v Severnem morju in prodajali soljene ribe po vsej zahodni in centralni Evropi.
Po Renu, ki je bil glavna trgovska pot v Evropo in naprej v Sredozemlje, se je jug oskrboval z žiti, pridelanimi na severu, nazaj pa so potovali obrtniški izdelki in vino z juga. Po blokadi antwerpenskega pristanišča se je vsa trgovina usmerila preko Amsterdama (kamor se je po španskem zavzetju Antwerpna leta 1585 preselila tudi polovica njegovih prebivalcev).
Trgovci so prevozne storitve nadgradili z velikimi skladišči in financiranjem trgovine. Amsterdamska menjalnica, ki je bila leta 1609 ustanovljena za menjavo nacionalnih valut, je kmalu postala zanesljiva depozitna banka. Zraslo je polno privatnih bank, ki so dajale posojila in posredovale v finančnih transakcijah.
V 17 stoletju se je trgovini po Evropi pridružila še trgovina s kolonijami. Leta 1602 je bila ustanovljena Nizozemska vzhodnoindijska družba, ki je skrbela za interese Republike v vzhodni Indiji in je bistveno prispevala h gospodarski moči Republike. (Kasneje, leta 1621, je bila ustanovljena še Nizozemska zahodnoindijska družba, ki je pokrivala zahodno Indijo, Afriko in južno Ameriko.)
Izvoz in rast prebivalstva sta v mestih vzpodbudila domačo proizvodnjo. Prevladovale so manufakture, med industrijskimi obrati so bile najpomembnejše ladjedelnice,  strojne tovarne in rafinerije sladkorja. 
Naraščajoče število prebivalstva je vzpodbujalo pridelavo žit v celinskih provincah. Ob morju so izsuševali nove polderje, gradili nasipe in kanale, kar je pospeševalo prehrambno industrijo.
Uspešno gospodarstvo je vodilo do izrednih dosežkov v znanosti in kulturi. Številne so bile kronike časa, razgibano družbeno življenje je spodbudil politične in filozofske razprave in družbeno kritično slikarstvo. Zlasti je pomembno slikarstvo, za katerega je značilno, da so bili njegovi naročniki predvsem meščani, tudi manj bogati. Številna so bila nova znanstvena odkritja. Vse skupaj je pokrivalo razvito založništvo.

## Institucije Republike
Institucionalni okvir Republike se je začel oblikovati v letih 1572-88 in je dobil končno obliko  do leta 1609. Odtlej je ostal v bistvu nespremenjen do leta 1795.
Utrechtska zveza, iz katere se je Republika razvila, je bila zveza suverenih dežel (provinc), ki so se zedinile, da na zvezo prenesejo svoje suverene pravice na področju obrambe, financiranja obrambe in zunanje politike. Odločile so se, da bodo sprejemale skupne odločitve v zvezni skupščini le soglasno. V praksi se skoraj ni zgodilo, da bi važno odločitev sprejele brez ugovarjanja ene ali več provinc (izjema je bil soglasen sklep leta 1688 v podporo Viljemu III., da je napadel Anglijo), odločanje pa se je razširilo na širši krog zadev.  Temelj suverenosti Republike je bil torej osnovan na provincah, ki so imele vsaka svojo deželno oblast.

### Institucije provinc
Vsaka provinca je imela svojo skupščino (staaten). Skupščino najrazvitejše province Holandije so sestavljale delegacije 18. mestnih vlad (od 1590, prej manj, 1581 npr. 14), predstavniki plemstva (ridderschap), pomemben je bil raadspensionaris (svetovalec, govornik v parlamentu). Od delegacij sta bili najvplivnejši delegacija ridderschapa in delegacija Amsterdama, ostale so se s svojimi mnenji običajno pridružile eni ali drugi. Glasovali so vedno po istem vrstnem redu, najprej ridderschap, potem mesta Dordrecht, Haarlem, Delft, Leiden, Amsterdam itn. (ne da bi se med seboj prekinjali). Od leta 1585 je skupščina smela razpravljati le o temah na dnevnem redu, ki ga je pripravil stalni svet (gecommitteerde raden) in materiale zanj predhodno razdelil delegacijam.
Vsaka od ostalih provinc je izhajala iz drugačne fevdalne ureditve: Gelderland je bila prej vojvodina, Holandija in Zelandija grofiji, Utrecht škofija, Overijssel gospodstvo, Frizija in Groningen pa nista bili nikdar fevdalizirani.  Tu je bila še osma dežela, gospostvo Drenthe, ki pa je bila tako revna, da so jo oprostili zveznih davkov in je bila brez predstavništva v zvezni skupščini. Vsaka od teh provinc se je z leti različno in različno hitro približevala ureditvi po vzoru Holandije in postopno postajala koherentna administrativna enota zveze.
V pristojnosti provinc je bilo zbiranje denarja za vojsko. Na nivoju zveze so določili kvote (%) prispevkov provinc, ki pa so jih zbrale vsaka na svoj način. Zaradi zelo velike različnosti v razvitosti gospodarstva, socialnih strukturah, stopnji urbanizacije, poljedelski produktivnosti, bi bil enoten sistem zbiranja davkov nemogoč in gotovo veliko slabši. Holandija, Zelandija in delno Utrecht,  močno urbanizirane in trgovsko razvite, so največ davkov pobrale iz trošarin, pri čemer so bil najpomembnejši pivo, zmleto žito in druge dobrine, ne nazadnje vino, žgane pijače, tobak. V pretežno podeželskih provincah so bile obdavčeni zemlja, hiše, zorana polja, živina. Holandija je imela računovodski urad (rekenkamer), ki je skrbel za določanje obveznosti in pobiranje denarja.

### Institucije Zveze
Tudi zvezna oblast se je oblikovala postopno. Od leta 1594 je imelo v zvezni skupščini (staten-generaal) volilno pravico 7 provinc. Tudi tu se je glasovanje odvijalo po stalnem vrstnem redu: najprej je glasovala delegacija Gelderlanda (k je bil edini nekoč vojvodina), potem delegacije Holandije, Zelandije, Utrechta, Frizije, Overijssela in Groningena. Vsaka delegacija je imela po en glas, prisotnih pa je bilo lahko tudi po več delegatov. Navadno je bilo prisotnih vseh skupaj 10 - 20 delegatov (sejna dvorana je bila namerno majhna). Komunicirali so v nizozemščini, kadar so bili prisotni tujci v francoščini ali latinščini, gostje iz Evrope so imeli tolmače. Skupščini so pomagale druge zvezne institucije:
Državni svet (raad van state) je bil v času angleškega predstavništva (1585-87) glavni organ zvezne oblasti, potem pa so mu odvzeli pooblastila v zunanjepolitičnih in strateških odločitvah, razširili pa so njegove administrativne funkcije in je postal ena  najpomembnejših institucij za upravljanje vojske, utrdb, dežel Zveze (glej naprej). Sestavljalo ga je 12 članov: 3 iz Holandije, po 2 iz Frizije, Zelandije in Gelderlanda, po eden iz ostalih provinc, do leta 1627 tudi 2 angleška člana.
Leta 1602 je bil ustanovljen zvezni računovodski urad (generaliteists rekenkamer), ki je vsako leto izdelal vojaški proračun (staat van oorlog), spremljal njegovo izvajanje in izdajal poročila. Urad je sestavljalo 14 rednih delegatov in vrsta stalnih uradnikov.
V letih 1590-97 se je izoblikovalo visoko vojaško sodišče (hoge krijgsraad), ki je bdelo nad disciplino vojske, ki je bila, nastanjena v obmejnih mestih, v stalnem stiku s prebivalstvom.
Zveza je imela tudi nadzor nad kovnicami. Kovanje denarja je bila sicer ena od suverenih pravic provinc. Vsaka je kovala in izdajala svoj denar. A zveza je s standardizacijo novcev oblikovala enotno valuto, ki je med letoma 1606 in 1795 ostala skoraj nespremenjena. Za tehnična vprašanja v zvezi z denarjem je bila ustanovljena generaliteits muntkamer.
Ena glavnih institucij Zveze so bile admiralitete. Bile so odgovorne za upravljanje mornarice, gradnjo in vzdrževanje ladij, rekrutiranje moštva, sodelovanje pri oblikovanju predpisov za plovbo in ribarjenje, zbiranje carin. Do leta 1597 se je izoblikovalo 5 admiralitet: amsterdamska, južno holandska, severna četrt, zelandska in frizijska. Ta razdrobljenost je pomenila popeterenost vseh služb, ladjedelnic, arzenalov, administracij, zastav, grbov. Zveza je admiralitete nadzorovala, jim določala politiko, tarife, sestavo uprav (koliko delegatov in od kod). Admiralitete so zaposlovale vrsto stalnih uradnikov. Carinarnic je bilo leta 1600 67, leta 1700 127.

### Dežele, ki so direktno pripadale Zvezi
Obmejne dežele so že zaradi svoje vloge potrebovale posebno organizacijsko rešitev. Poleg tega so bili pritiski sosednjih provinc za njihovo posvojitev zelo veliki. Tako se je v devetdesetih letih 16. stoletja izoblikoval model dežel Zveze (generaliteitslanden), za katerih upravljanje je bila pri zvezi ustanovljena posebna administracija, podrejena zveznemu svetu (raad van state). Oblikovali so jih v 4 upravna področja, ki so v začetku predstavljala le majhno ozemlje, po zavzetju 's-Hertogenboscha leta 1629 pa  skoraj polovico Republike.

### Institutstadhouderja
Stadhouderat je bil ostanek iz preteklosti, ki pa je imel v političnem življenju Republike zelo pomembno vlogo. V času Karla V. je bila severna Nizozemska razdeljena na 3 upravne enote s tremi kraljevimi namestniki - stadhouder-ji. V Republiki so bile nosilke suverenosti province, vsaka je imela svojega stadhouderja, s tem da je ena oseba lahko opravljala to funkcijo v več provincah hkrati. Tako so bili v praksi navadno trije ali dva stadhouderja. Institut stadhouderja je bil tako v nasprotju z načeli demokratičnega upravljanja. Ves čas tudi ni bilo jasno določeno, kdo stadhouderja imenuje, provinca ali zveza. Dokler je bil živ, je zavzemal to mesto v vseh provincah Viljem I. Oranski, v najpomembnejšem času za obstoj Republike med letoma 1585 in 1620 pa Mavricij Oranski, za Holandijo, Zelandijo, Utrecht in od 1590 še za Gelderland in Overijssel ter njegov svak Willem Lodewijk, grof van Nassau-Dillenburg za Frizijo in Groningen in za dežele Zveze. Oba sta bila istočasno glavna voditelja vojske, složna z Oldenbarneveltom in raad van staten v krepitvi zveznega načela in učinkovitosti Republike.
Sicer pa je bila osnovna funkcija stadhouderja nevojaška. Nanašala se je na politične procese in pravne odnose. Bil je najvišji dostojanstvenik v provinci. Formalno ni bil član nobenega upravnega telesa, kadarkoli pa se je lahko pojavil kjerkoli, svetoval, rešil zastoj. Bdel je nad sodstvom in počutjem državne cerkve, imel je vpliv na imenovanje članov mestnih uprav. Položaj je kmalu prišel izključno v roke družine Oranskih in v času Mavricija, zlasti po letu 1618, in Friderika Henrika se je okrog njiju oblikoval dvor z dvornim življenjem. Postala sta monarha brez formalnega položaja.

## Dvanajstletno premirje (1609 - 1621)

### Padec Oldenbarneveltovega režima (1609 - 1618)
Da bi z odločitvijo oblasti zaključili debato, so arminijanci v juliju 1610, že po Arminijevi smrti, predložili holandski oblasti znamenite Prigovore (Remonstrance, po njih so dobili naziv remonstranti), v katerih so razložili svoje teološke poglede in zagovarjali stališče, da je avtoriteta posvetne oblasti nad cerkveno. Gomaristi, sedaj imenovani tudi proti-remonstranti, so se odzvali s sklicevanjem sinod po provincah, s katerimi so želi pomagati svojim pristašem do mestnih oblasti. Prišlo je npr. do začasnega prevzema oblasti v Alkmaaru in Utrechtu. A v obdobju do 1614 se je zdelo, da sta Oldenbarnevelt in holandska oblast na strani arminijancev z odločnostjo in politično spretnostjo uspela postopoma oslabiti nasprotnike, zaustaviti nemire in stabilizirati državo in družbo pod vodstvom holandskih regentov. Stadhouder Mavricij je ravnal previdno in se ni vključeval v spor, čeprav ni skrival, da je osebno naklonjen proti-remonstrantom, s katerimi so potegnile preproste množice, stadhouderjevo naravno politično zaledje.
Potem pa, ko so proti-remonstranti prevzeli oblast v Amsterdamu, katerega regenti Oldenbarneveltu niso mogli odpustiti, da je za mir s Španijo žrtvoval njihove kolonialne interese, se je enotnost oblasti v Holandiji porušila. Kot posledica ukinitve embarga je v naslednjih letih nastopila še gospodarska kriza v delavskih predelih, kjer je bilo veliko flamskih priseljencev, strogih kalvinistov, pristašev proti-remonstrantov. Deželo so preplavili ideološko politični pamfleti, tiskane polemike, posmehljive slike, začeli so se socialni nemiri, demonstracije  v Delftu,  Amsterdamu, kjer so ropali remonstrantske hiše, in drugih mestih. Vojska to pot prebivalstva ni hotela zaščiti. Poleti 1617 je bila situacija za Oldenbarnevelta in somišljenike tako moreča, da holandska vlada ni več našla razumne rešitve in je v avgustu izdala tako imenovano hitro resolucijo, ki je mestnim oblastem dovoljevala najem posebnih vojaških enot (waardgelder) za vzdrževanje miru, čeprav ustavni red brez soglasja zvezne skupščine ni dovoljeval v Republiki nobenih posebnih vojaških enot.
Ko so se nasprotja še stopnjevala, se je Mavricij vključil v dogajanja. Prepričal je delegate petih revnejših provinc, da so v zvezni skupščini proti Holandiji in Utrechtu izglasovali sklep o razorožitvi najemnikov, ki so jih najela mesta. V obupu je Oldenbarnevelt poslal k utrechtskim vojaškim poveljnikom  delegacijo z  navodilom, da je njihova prva dolžnost služiti provinci, ki jih plačuje, in da morajo v primeru, ko gre za navzkrižje interesov, ignorirati ukaze zveze in stadhoderja. To navodilo je nasprotovalo standardom Republike in je bilo jedro kasnejših obtožb.
Mavricij je poslal v Utrecht okrepitve, ki so brez odpora razorožile najemnike mest. Leiden je sam razpustil svojo vojsko. Oldenbarnevelt se je sprijaznil s sklicem nacionalne sinode, ki naj bi sprejela odločitve o javni cerkvi.
Avgusta je zvezna skupščina s skrivnim nalogom pooblastila Mavricija, da zapre Oldenbarnevelta in sodelavce z utemeljitvijo, da gre za splošno dobro in zaščito varnosti države. Obtoženi so bili veleizdaje in postavljeni pred priložnostno sodišče, sestavljeno v glavnem iz njihovih nasprotnikov. Oldenbarnevelta so obsodili na smrt, sodelavce, na dolgoletne zaporne kazni, remonstrantske duhovnike pa izgnali. V času dolgotrajnega sojenja je Mavricij vplival na zamenjavo remonstrantom naklonjenih regentov po mestih s svojimi pristaši, večinoma novimi bogataši, trgovci, neizkušenimi v vladanju. Javno obglavljenje enainsedemdesetletnega politika (maja 1619), ki je 40 let vodil Republiko skozi notranje razprtije in zunanje nevarnosti, je bil politični umor, ki je Oranskim zagotovil naslednjih 32 let vladanja.

### Zadnja leta premirja (1619 - 1621)
Z Mavricijevim prevzemom oblasti je bilo konec zadržane, v potrebe gospodarstva usmerjene, protivojne politike. Vzdušje v Republiki je bilo militantno. K uporu je spodbujalo tudi protestante v Svetem rimskem cesarstvu. Mavricij je denarno in vojaško podprl svojega nečaka Friderika V. Palatinskega in ga nagovoril, da je sprejel češko krono. Po porazu mu je nudil zatočišče v Haagu.
Kljub proti-remonstrantskemu razpoloženju v Republiki je Mavricij spodbudil nadvojvodo Alberta, da je poslal v Haag delegacijo, ki se je pogovarjala o sklenitvi trajnega miru. Ta pogajanja so hitro propadla in odtlej  se je s Španci pogovarjal Mavricij sam preko tajnih kanalov. Pripravljen je bil sprejeti trajni mir pod pogoji premirja. A Španci so v zameno za priznanje Republike zahtevali evakuacijo Nizozemcev iz vzhodne in zahodne Indije, ukinitev gospodarske blokade Antwerpna in dopustitev katoliškega bogoslužja v Republiki. Tako se je premirje izteklo brez dogovora.

## Pot do priznanja neodvisnosti (1621 - 1648)

### Prva leta nadaljevanja vojne (1621 - 1628)
Prva leta nadaljevanja vojne so bila ena najmračnejših obdobij Republike. Vsa oblast je bila v rokah Mavricija, ki je imel na pomembnih položajih na vseh nivojih oblasti svoje pristaše, navadno ljudi iz srednjega trgovskega razreda, nevešče vladanja. Slabo vodeno državo so obremenjevali visoki stroški za vojsko, ki je samo za obrambo obmejnih postojank potrebovala od 30 do 48 tisoč vojakov. Poleg tega je plačeval najemniško vojsko, ki jo je poslal v pomoč protestantom v tridesetletni vojni, ki pa so leta 1623 izgubili bitko pri Stadtlohnu. S tem so se cesarsko-katoliške čete nevarno približale Republiki, kar je zahtevalo ojačitev obrambnih trdnjav na reki IJssel.
Španija je takoj ob koncu premirja uvedla embargo izpred leta 1609. Novi španski vojskovodja Ambrogio Spinola je leta 1622 zavzel trdnjavo Jülich blizu Rena in s tem prekinil še rečno povezavo s srednjo Evropo in Palatinatom. (Obleganje važne trdnjave Bergen-op-Zoom je moral opustiti zaradi bolezni v vojski in dezerterstva.) V najhujšem letu 1624 je v Amsterdamu in drugih mestih izbruhnila kuga. Spinola je začel z obleganjem Brede, ki je padla junija 1625, dva meseca po Mavricijevi smrti.
Mavricija je nasledil njegov polbrat Friderik Henrik Oranski, ki ni bil naklonjen zagnanosti proti-remonstrantov. Nehal je preganjati remonstrante, se izogibal verskim temam in skušal previdno vzdrževati ravnotežje med remonstratsko in proti-remonstrantsko naravnanimi mestnimi vladami, kar je slabilo enotnost holandskega parlamenta in s tem večalo politično moč stadhouderja. Čeprav so se razmere v gospodarstvu še naprej slabšale, je uspel s trdnejšim vodenjem in potrpežljivostjo ohranjati politično ravnotežje. Ko so Španci zaradi finančnih težav začeli zmanjševati flandrijsko vojsko na velikost, ki je bila potrebna za obrambo, je leta 1626 prepričal zvezno skupščino, da je odobrila povečanje nizozemske vojske. Odločilno se je razmerje vojaških moči spremenilo leta 1628, ko holandski pomorščak Piet Heyn pri Kubi zajel del španske zakladne flote (za 11 milijonov guldnov srebra) in  ko se je Španija zapletla s Francijo v spor za nasledstvo v Mantovi (1628-31). Leta 1628 je štela vojska Republike že 77.000 mož, flandrijska pa le pol toliko.

### Zmagoslavje Republike (1629 - 1648)
To je Frideriku Henriku omogočilo, da je aprila 1629 začel oblegati strateško pomembno trdjavo 's-Hertogenbosch. Da bi ga odvrnila od obleganja, je cesarsko-katoliška vojska z vzhoda vdrla v Republiko in prekoračila reko IJssel. Friderik Henrik ni prenehal z obleganjem in je vzporedno napadel in zavzel trdnjavo Wesel, glavno špansko oskrbovalno središče, tako da se je morala cesarska vojska umakniti na svoja izhodišča. Padec 's-Hertogenboscha, ki je veljal za neosvojljivega, v septembru  je močno odmeval po Evropi. Španski kralj Filip IV. je ponudil mir brez pogojev, kar je spet sprožilo v nizozemski javnosti neskončne debate, ki niso dale zaključka in tudi ne kralju odgovora. 
Začetkom leta 1632 je Republika razglasila, da na ozemljih, osvojenih na novo, ne bo preganjala katolicizma, če bodo prebivalci pri osvajanju pomagali. Razglas je bil presenetljivo uspešen. Friderik Henrik je na hitro zavzel mesta v dolini reke Maas in z obleganjem še Maastricht. Mirovna pogajanja so se potem, zaradi neodločnosti na obeh straneh, vlekla in se končala, ko je, na stadhouderjev predlog, zvezna skupščina izglasovala (v razmerju 5:2) njihovo prekinitev. Holandija je glasovala proti stadhouderju (prvič po Oldenbarneveltu),  kar je bilo opozorilo Frideriku Henriku, da bo odslej moral računati na večji politični odpor.
Da je Friderik Henrik lahko februarja 1635 sklenil s Francijo sporazum o skupnem napadu na južno Nizozemsko, se je moral na notranjepolitičnem prizorišču približati bojevitejšim proti-remonstrantom. Odločanje je prenesel na ožje odbore v zvezni skupščini, sestavljene iz svojih zaupnikov in ljubljencev, kar je odpiralo pot tihi diplomaciji in korupciji. A se je bojni načrt izjalovil. Španci so celo zavzeli dominantno trdnjavo Schenkenschaus in Friderik Henrik se je moral naslednje leto močno potruditi, da je trdnjavo zavzel nazaj. Tedaj je Španija glavnino svoje flandrijske vojske prestavila na francosko mejo, kar je Frideriku Henriku omogočilo, da je v oktobru 1637 z razmeroma skromno vojsko spet osvojil Bredo. V poznih tridesetih je Nizozemska osvojila nove kolonije v vzhodni Indiji in prevzela upravljanje Brazilije. Velik uspeh je dosegla nizozemska mornarica leta 1639, ko je na sidrišču Downs na vzhodni obali Kenta uničila konvoj stotih španskih ladij, ki so v Flandrijo peljale 20.000 španskih vojakov.
Tik pred začetkom angleške državljanske vojne (1642-51) je Friderik Viljem organiziral poroko svojega sina Viljema s princeso Marijo, hčerko angleškega kralja Karla I. S tem se je dvignil statusni ugled družine Oranskih in Friderika Henrika so tuji poslaniki začeli naslavljati z Vaša Visokost, nazivom, ki se je navadno uporabljal le za kralje. Dvor Friderika Henrika je začel dobivati vse bolj monarhični značaj, začele so se razprave o kontroverznosti položaja, kar je vse krepilo republikansko nasprotovanje, zlasti v Holandiji, kjer so se bali, da se bo republika prelevila v odkrito monarhijo.
Po letu 1640 je Španija, ki je bila to pot v težavah zaradi uporov na Portugalskem in v Kataloniji, skušala navezati mirovne pogovore. Tudi regenti, zlasti holandski, so si želi miru in zmanjšanja vojaških izdatkov. Vse bolj so pritiskali na stadhouderja in leta 1641 so v Münstru začeli teči mirovni pogovori, ki jih je Friderik Henrik dolgo zaviral, dokler ni Holandija lete 1646 zagrozila, da ne bo plačala letnega prispevka za vojaški proračun, če ne bo napredka. Tedaj je začel pogovore podpirati, a njihovega konca ni dočakal. Marca 1647 je umrl. Nasledil ga je sin Viljem II.
Mirovna pogodba med Španijo in Republiko je bila, ob nestrinjanju novega stadhouderja, podpisana v januarju 1648. Španija je priznala Republiki neodvisnost in večino zahtev, med njimi zaprtje ustja reke Šelde za trgovino Antwerpna,  ukinitev španskih embargov za nizozemsko trgovino, priznanje osvojenega območja Meierij (vzhodni del Brabanta s 's-Hertogenboschom), priznanje na novo osvojenih kolonij v vzhodni in zahodni Indiji. Kljub temu so bila v nizozemski javnosti mnenja o primernosti pogodbe spet močno deljena. Končno je 15. maja 1648 pogodbo ratificiralo 5 provinc; delegat Zelandije je sodelovanje odklonil, delegat Utrechta pa je bil odsoten zaradi bolezni. Pogodba spada med dokumente vestfalskega miru, katerega glavni pogodbi med Francijo in cesarstvom in Švedsko in cesarstvom sta bili podpisani do oktobra 1648. Širši kontekst teh pogodb formalno potrjuje tudi neodvisnost Republike od Svetega rimskega cesarstva.

## Obdobje velike moči (1649 - 1702)

### Do smrti Viljema II. (1649 - 1650)
Mir je bil priložnost za zmanjšanje vojske in hitrejše vračanje dolgov, ki si jih je država nabrala med osemdesetletno vojno. To ni bilo v interesu Viljema II., ki se je na skrivaj pogajal s Francozi o nadaljevanju vojne proti Španiji in republikanski Angliji, kjer so januarja 1649 obglavili njegovega tasta kralja Karla I. Da bi izsilil svoje zahteve, je 30. julija 1650 dal aretirati 6 poslancev upornih holandskih mest in poslal nad Amsterdam vojsko, pred katero pa so oblasti pravočasno zaprle mestna vrata. Obe strani si obleganja mesta nista mogli privoščiti, zato je vendarle prišlo do kompromisa, s katerim je Viljem dosegel svoje, a je takoj nato umrl za črnimi kozami. Čez nekaj dni se je rodil njegov dedič Viljem III.

### Prvo obdobje republikanske oblasti brezstadhouderja(1650 - 1672)
Usoda je tako omogočila pristašem republike, da so naslednjih 22 let v petih provincah vladali brez stadhouderja. V Friziji in Groningenu je bil stadhouder Friderik Viljem, bratranec Viljema II. iz mlajše veje Orange-Nassau. Dejansko je v tem obdobju vladala najmočnejša provinca Holandija, kjer je najvplivnejše mesto raadspensionarisa leta 1653 zasedel mladi pravnik Johan de Witt.
Medtem je Cromwellova republikanska Anglija skušala navezati tesnejšo zvezo z Republiko Nizozemsko. Ko ji to ni uspelo, je leta 1651 izdala navigacijsko listino, z namenom da izrine konkurenco nizozemskih trgovcev z angleških ozemelj. To samo po sebi ne bi ogrozilo nizozemske trgovine, ki je bila razširjena po vsem svetu, če ne bi angleški pirati pod pretvezo neizpolnjevanja navigacijske listine začeli zasegati nizozemskih ribiških in trgovskih ladij v Severnem morju in Rokavskem prelivu. Vse pogostejši konflikti so prerasli v prvo angleško-nizozemsko vojno (1652-54). Angleži, ki so imeli močnejšo vojno mornarico kot Nizozemci, so v letu 1653 dobili nekaj bitk v ozkem morju med angleško obalo in celino, a so se pri tem tudi sami tako izčrpali, da so avgusta 1653 morali opustiti blokado nizozemske obale. De Witt je za ceno miru priznal navigacijsko listino.
Ker med vojno nizozemska plovba in trgovina na morjih, oddaljenih od Anglije, ni bila prizadeta, se je nizozemsko gospodarstvo hitro opomoglo od vojne. De Witt se je v obdobju miru izkazal kot briljantni vodja notranje in zunanje politike. Obnovil je vojno mornarico, zmanjšal zadolženost, izboljšal finančni položaj Holandije in Republike in Republiki povrnil ugled v Evropi. Skrbno se je izogibal novim sporom z Anglijo, znal zaustaviti ambicije Francije na morju in celo poslal Danski v pomoč mornarico, da se je lahko ubranila  Švedskega zavzetja v nordijski vojni (1557-60).
Ko se je izgnani angleški kralj Karel II. leta 1660 vrnil na prestol, je de Witt želel nadaljevati zastavljeno politiko. A kralj se ni obnašal prijateljsko. Obnovil je navigacijsko listino, jo še razširil in zahteval, da Republika omogoči trgovanje angleškim trgovcem na področju Nizozemske vzhodnoindijske družbe. Ko so se izzivanja množila in je izbruhnila druga angleško-nizozemska vojna (1664-67), najprej v Afriki in potem v Evropi, je Karel II.  razglasil, da je cena za mir restavracija oblasti Viljema III. v Republiki. To za de Witta in nizozemske republikance ni bilo sprejemljivo. Pristaši Oranskih so organizirali zaroto za prevzem oblasti, ki pa je bila odkrita in prevrat preprečen.
Nizozemska je bila to pot na vojno dobro pripravljena. Po prvih angleških uspehih je v letu 1666 prevzela pobudo in do jeseni blokirala angleško obalo. Leta 1667 je vojno zaključila z drznim napadom na sidrišče angleške vojne mornarice za obrambnimi verigami na reki Medway. Požgala je večino ladij, ki so Angležem od vojne še ostale in kot trofejo odvlekla domov angleško poveljniško Royal Charles.
V odgovor na sovražne poteze angleškega kralja se je de Witt že v letih 1660-62 povezal s francoskim kraljem Ludvikom XIV..  Ta je ob začetku druge angleško-nizozemske vojne celo Republiki pomagal ubraniti vzhodne province pred vojsko münsterskega knezoškofa in angleških pomožnih čet. A leta 1667 je Francija z vdorom v Špansko Nizozemsko začela devolucijsko vojno, ki je pomenila grožnjo tudi za Republiko in Anglijo. Republika Nizozemska, Anglija in Švedska so se zato v januarju 1668 povezale v trojno zvezo, ki je prisilila Francijo, da je sklenila mir s Španijo. 
Odtlej pa so se začeli dogodki za de Witta odvijati pogubno. Ludvik XIV., ki se je čutil prevaranega, in Karel II., užaljen zaradi izgube mornarice na ponižujoč način, sta sklenila proti Republiki zvezo, v katero sta pritegnila tudi nemški kneževini Münster in Köln. Skupaj so spomladi 1672 napadle Republiko z namenom, da si od nje odrežejo vsak svoj kos, na preostalem ozemlju pa ustanovijo monarhijo pod vodstvom Viljema III.
Ko so napadalci prodrli že v bližino osrednjih ozemelj Republike, so se v Republiki različna stališča o pravi rešitvi razplamtela v notranje nemire. Množica je avgusta v Haagu linčala de Witta, ki ga je krivila za nepripravljenost kopenske vojske. Med nemiri, v katerih so bili najbolj aktivni pristaši Oranskih, so oblasti na zahtevo množic podelile Viljemu III.  popolno vojaško oblast in tudi položaj stadhouderja. Z njegovim pristankom je zvezna skupščina zavrnila angleško-francoske pogoje predaje in se odločila za obrambo za vsako ceno.

### Obdobje Viljema III. (1672 - 1702)
Vojna se je sedaj obrnila proti agresorjem. Nizozemska mornarica, ki jo je vodil admiral Michiel de Ruyter, je v tretji angleško-nizozemski vojni (1672-74) nekajkrat obranila obalo pred napadi združene angleško-francoske flote, medtem ko je kopna vojska zadržala napadalce na obrobju poplavljenih poulderjev. Ko so se Republiki kot zavezniki pridružile Španija, Brandenburg in nemško cesarstvo, so se morali Francozi umakniti. V šestletni vojni je Viljem III. leta 1674 dosegel umik Angležev in do leta 1678 obranil Republiko pred Francozi, ki pa so z mirom v Nijmegenu izsilili več, kot so jim bili Španci in nemški cesar pripravljeni dati, in s tem pokazali svojo realno moč.
Viljem si je med tem doma zagotovil dokaj trdno oblast s tem, da je na odgovorna mesta v zvezni upravi postavil svoje ljudi in z njihovo pomočjo dosegal svoje cilje. A republiška ureditev mu ni zagotavljala popolne oblasti in v miru je Holandija, v kateri je bil daleč najvplivnejši Amsterdam, spet dobivale vse večjo moč. Regenti in prebivalstvo so si  želeli mir za vsako sprejemljivo ceno, knez pa je videl v politiki  Ludvika XIV nevarnost in se je želel pripravljati na nadaljevanje bojevanja. V slednjem so se stališča poenotila, ko je Ludvik XIV. z ukinitvijo (1685) nantskega edikta podlegel vplivu katoliške protireformacije in je v Angliji zavladal katoliški kralj Jakob II. Septembra 1688 je zvezna skupščina soglasno sprejela povabilo angleških protestantskih plemičev, da jim pomagajo pri prevzemu oblasti, kar je Viljema leta 1689 pripeljalo na angleški prestol kot sovladarja svoje žene Marije II. Stuart. Odslej je moral dajati prednost Angliji kot močnejšemu partnerju. Potrdil je načrt, po katerem je Anglija nastopila proti Franciji na morju, medtem ko se je Republika bojevala na kopnem. Rezultat je bilo zanemarjanje nizozemske mornarice in vse večja odvisnost nizozemskih ladjarjev od angleške vojaške flote. Kar Angliji ni uspelo kot sovražniku, ji je uspelo kot zavezniku.
Vojna s Francijo, ki je trajala do leta 1697, se je končala z negotovim mirom, ki sta mu sledila dva dogovora o delitvi španske monarhije.  A leta 1700 je zahteval Ludvik XIV. španski prestol za svojega vnuka Filipa Anžujskega in vojna se je naslednje leto nadaljevala.
Viljem je umrl leta 1702 brez otrok. Ko je Holandija predlagala vladanje brez stadhoulderja, je naletela na veliko večje odobravanje ostalih provinc kot leta 1650. Prevladala je jeza nad gospodovalnostjo knezovega vladanja v preteklih treh desetletjih.

## Ekonomska in politična stagnacija v 18. stoletju (1702 - 1795)

### Drugo obdobje republikanske oblasti brezstadhouderja(1702 - 1747)
Naslednjih 45 let so upravljali z Republiko holandski  raadspensionaris-i, ki so bili pogosto sposobni možje, a so vedno skrbeli le za tekoče posle. Nobeden se ni lotil preoblikovanja ustave, ki bi lahko državi zagotavljala trdnejšo politično osnovo tudi v kriznih časih. Vsi regenti so bili zadovoljni s stanjem, ki jim je omogočalo tako rekoč dedno prenašati funkcije iz roda v rod, brez odgovornosti do politične baze. Tako je šlo v glavnem za razprave o tem, ali bo stadhouder iz vzporedne veje Oranski-Nassau, ki je že bil stadhouder v Friziji (od 1711), Groningenu (od 1718) in Gelderlandu (od 1722), tudi stadhouder v ostalih provincah ali ne. Nizozemska podrejenost Angliji je ostala nespremenjena med špansko nasledstveno vojno (1701-13) in v naslednjih letih miru. Z  utrechtskim mirom 1713 je španska Nizozemska pripadla Avstriji.
Gospodarstvo je bilo v primerjavi s sosednjimi deželami še vedno bogato. Trgovina in ladjarstvo je ostajalo na doseženem nivoju, ni pa napredovalo in sledilo razvoju angleških in francoskih tekmecev. Veliko je bilo kapitala iz preteklosti, ki pa ni našel naložb v razvoju domačih gospodarskih dejavnosti, ampak je iskal naložbe v tujini. Amsterdamski bankirji so bili še vedno med najpomembnejšimi v Evropi, mestno življenje dokaj sproščeno, razmere za najrevnejše pa slej ko prej trde.
V politiki se je pojavil nemir, ko je avstrijska nasledstvena vojna (1740-48) leta 1747 pljusknila preko meja Republike. Izbruhnili so notranji nemiri in zvezna skupščina se je oprijela preizkušene rešitve za vojni čas in imenovala Viljema IV. za stadhouderja v vseh provincah, s pravico dedovanja naslova.

### Obdobje dednegastadhouderataOranskih (1747 - 1795)
Viljem IV. je vodil konservativno politiko. Nekaj regentov je zamenjal s svojimi pristaši, v glavnem pa ni bilo sprememb. Izpodbijal je prizadevanje mest, zlasti Amsterdama, da bi z demokratičnimi reformami dobil več besede srednji sloj prebivalstva, ki je bil gonilna sila gospodarstva. 
Proti navidezni demokraciji v Republiki je pod vplivom francoskega prosvetljenstva začelo nastopati domoljubno gibanje in se zavzemati za oblast, ki bi resnično delovala v korist malega človeka. Pristaši domoljubnega gibanja so prihajali iz vseh slojev: od plemičev in bogatih poslovnežev, ki niso imeli dostopa do oblasti, trgovcev, umetnikov, razočaranih pristašev Oranskih, katoličanov, pa tudi nekaterih regentov.
To politično vrenje je začasno ponehalo ob zunanji nevarnosti, ki se je pojavila v zvezi z vojno za neodvisnost v Ameriki (1775-83). Nizozemci, sicer politični zavezniki Angležev, so želeli še naprej trgovati z Ameriko in obseg trgovanja celo razširiti, kar ni šlo v račun Angležem. Začetni spori so se razširili v četrto angleško-nizozemsko vojno (1780-84), v kateri pa se več kot pol stoletja zanemarjana mornarica ni mogla kosati z angleško floto in zaščititi nizozemskih trgovskih interesov.
Krivda za poraz je padla na stadhouderja. Domoljubi so prevzemali oblast v vse več mestih, Holandija je ustanovila lastno vojsko, na vidiku je bila državljanska vojna. Viljem V. je z družino zbežal v Gelderland in holandska skupščina ga ni več priznavala za stadhouderja.
Sedaj so se za dogajanja v Republiki začele zanimati tuje sile. Francija se je postavila na stran domoljubov, Anglija in Prusija na stran stadhouderja. Viljemova žena, Wilhelmina, nečakinja pruskega kralja Friderika II., je računala na prusko posredovanje, a to se ni zgodilo, dokler Friderika v Prusiji leta 1786 ni nasledil njegov nečak (in Wilhelminin brat) Friderik Viljem II. Wilhelmina je tedaj  sprovocirala incident (pridržali so jo na  holandski meji), ki je Prusom služil kot povod, da so poslali v Holandijo vojsko in vrnili Viljema V. na mesto stadhouderja. Sledilo je preganjanje domoljubov, mnogi so zapustili deželo.
S francosko revolucijo 1789 so se izgledi domoljubov izboljšali. Leta 1792 je francoska vojska zavzela Avstrijsko Nizozemsko, jo naslednje leto zapustila in se 1794 spet vrnila. Pozimi so zamrznjene velike reke omogočile močni francoski armadi, da je prekoračila mejo in zasedla Republiko. Že pred njenim prihodom so domoljubi zasedli oblast. Viljem V. je zbežal v Anglijo. Staro Republiko je zamenjala Batavska republika (Bataafse Republiek). Nizozemci niso imeli s prilagoditvijo modernejši obliki oblasti  toliko težav kot drugi narodi, ker so mnoge institucije že poznali v podobni obliki.